# جو هاميلتون (لاعب كرة قدم أمريكية)
جو هاميلتون (بالإنجليزية: Joe Hamilton)‏ هو لاعب كرة قدم أمريكية أمريكي، ولد في 13 مارس 1977 في مقاطعة بيركلي في الولايات المتحدة.

## وصلات خارجية
- جو هاميلتون على موقع مرجع كرة القدم المحترفة.كوم (الإنجليزية)
- جو هاميلتون على موقع مرجع كرة القدم المحترفة.كوم (الإنجليزية)